# Polysteganus coeruleopunctatus
Polysteganus coeruleopunctatus és un peix teleosti de la família dels espàrids i de l'ordre dels perciformes.

## Morfologia
Pot arribar als 60 cm de llargària total.

## Distribució geogràfica
Es troba des de les costes del Mar Roig fins al sud de KwaZulu-Natal (Sud-àfrica) i Madagascar.